# 질의 언어
질의 언어(質疑言語, 영어: query language)는 데이터베이스와 정보 시스템에 질의를 할 수 있게 하는 고급 컴퓨터 언어이다. 데이터베이스 시스템에서 질의어는 정보를 검색하기 위해 엄격한 이론에 의존한다. 잘 알려진 예로는 구조적 쿼리 언어(SQL)가 있다.

## 종류
질의 언어는 크게 데이터베이스 질의 언어인지 정보 검색 질의 언어인지에 따라 나뉠 수 있다. 차이를 들면, 데이터베이스 질의 언어는 사실로서의 질문에 대한 사실로서의 답변을 제공하려는 반면, 정보 검색 질의 언어는 질의와 관련된 정보를 포함하는 문서 검색을 시도한다.

## 예
- .QL
- CQLF (CODYASYL Query Language, Flat)
- 사이퍼
- 그렘린
- 그래프QL
- HTSQL
- ISBL
- LINQ
- LDAP
- LogiQL
- N1QL
- WinFS
- OttoQL
- PQL
- QUEL
- RDQL
- ReQL
- SPARQL
- SQL
- TMQL
- XQuery
- XPath
- XSPARQL
- OQL

## 같이 보기
- 데이터 제어 언어
- 데이터 정의 언어
- 데이터 조작 언어